# Ždánov (berg)
Ždánov är ett berg i Tjeckien.   Det ligger i regionen Plzeň, i den sydvästra delen av landet, 120 km sydväst om huvudstaden Prag. Toppen på Ždánov är 1 076 meter över havet, eller 177 meter över den omgivande terrängen. Bredden vid basen är 3,7 km.
Terrängen runt Ždánov är huvudsakligen kuperad.Runt Ždánov är det ganska glesbefolkat, med 28 invånare per kvadratkilometer. Närmaste större samhälle är Sušice, 10,7 km nordväst om Ždánov. I omgivningarna runt Ždánov växer i huvudsak blandskog.